# Пшеломец, Мария
Мария Пшеломец (пол. Maria Przełomiec; род. 25 сентября 1957, Краков) — польский журналист Telewizja Polska, ведущая еженедельной программы «Восточная студия» на канале TVP Info. Специализируется на тематике, связанной с постсоветскими странами. Бывший корреспондент польской редакции BBC.

## Биография
В 1980—1987 гг. училась на историческом факультете Ягеллонского университета, который окончила по специальности «перуанская археология». С февраля 2007 года проводит передачу «Studio Wschód» на телеканале TVP Info. С 2001 года член Совета программ «Niezależne Media 4» (Независимые СМИ 4) и «Wsparcie niezależnych wydawnictw w Centralnej Azji» (Поддержка независимых издательств в Центральной Азии), организованного фондом «Solidarność Polsko-Czesko-Słowacka». Сотрудничает с газетой «Dziennik Polska-Europa-Świat», а также с выходящим в Познани еженедельником «Przewodnik Katolicki».
Член жюри международного журналистского конкурса «Беларусь в фокусе».
Отказ в выдаче российской визы
В декабре 2014 г. консульство России в Варшаве отказало в выдаче визы М. Пшеломец. Журналистка планировала поехать в Россию по приглашению созданной под эгидой Совета Европы Московской школы гражданского просвещения.
В апреле 2015 года М. Пшеломец посетила Калининград, где провела встречу с местными журналистами и общественными деятелями в клубе «Универсал».
Инцидент с министром культуры РФ Владимиром Мединским
27 января 2016 г. в программе Studio Wschód на польском телеканале TVP, в беседе с министром культуры РФ Владимиром Мединским журналистка обвинила генерала Ивана Черняховского в расстреле предводителей Армии Крайовой и, в частности, в убийстве её деда. Министр успел ответить, что Черняховский не отдавал ни одного приказа о расстреле. Основной темой разговора стало осквернение и разрушение памятников советским солдатам в Польше, а также планы снести монумент, посвященный генералу Ивану Черняховскому.
Политические взгляды
В ноябре 2013 г. в Варшаве приняла участие пресс-конференции «Не играй с диктатором», в ходе которой её организаторы призвали бойкотировать Олимпиаду в Сочи и Чемпионат мира по хоккею в Минске.

«У Пилсудского была мечта — создать федерацию стран из независимых Беларуси, Украины, Литвы и Польши. Что-то вроде возвращения к унии, но не до конца, ведь она была персонализированной, с единым королём. А тут исключительно федеральный принцип. Но к этому абсолютно не были готовы литовцы, польские национальные демократы… Мне нравится та давняя мечта маршала — она стала и моей сегодняшней. И не только моей»

## Сочинения
В октябре 2012 г. М. Пшеломец презентовала книгу на польском языке «Юлия Тимошенко. Незаконченная история».
Соавтор книги «Ukraina na zakręcie. Drogi i bezdroża pomarańczowej rewolucji», 2005; ISBN 83-7436-058-5

## Награды и звания
В 2009 г. награждена Почётным знаком МИД Польши «Bene Merito». В 2013 г. Президент Литвы наградил Марию Пшеломец Медалью Памяти 13 января.